# Dubrovnik Challenger
Il Dubrovnik Challenger è stato un torneo professionistico di tennis giocato su campi in terra rossa. Faceva parte dell'ATP Challenger Series. Si è giocata la sola edizione del 2004, a Ragusa in Croazia.

## Albo d'oro

### Singolare
| Anno | Campione      | Finalista     | Punteggio   |
| ---- | ------------- | ------------- | ----------- |
| 2004 | Edgardo Massa | Tomas Behrend | 6–3, 7–6(3) |

### Doppio
| Anno | Campioni                                      | Finalisti                    | Punteggio |
| ---- | --------------------------------------------- | ---------------------------- | --------- |
| 2004 | Juan Pablo Brzezicki Martín Vassallo Argüello | Leonardo Azzaro Jurij Ščukin | 6–1, 6–2  |